# Gajári István
Gajári/Gajáry István (Budapest, 1884. november 22. – Budapest, 1939. február 12.) magyar újságíró, zeneszerző.

## Életpályája
Jogi tanulmányait a budapesti egyetemen végezte el; Szabados Béla zeneszerzést tanított neki. 1906–1939 között Az Újság, majd ennek utódja, az Újság zenekritikusa volt.
Számos operett (Böském, Kis katonák, Vörös ördögök, stb.) zenéjét szerezte. Egyik dalával a svéd Svärdström-díjat nyerte el.

## Családja
Szülei: Gajári Ödön (1852–1919) politikus és Ábrahámffy Kornélia (1852–1931) voltak. 1918. október 26-án, Budapesten házasságot kötött Pekárdy Margittal (1901–1978). Két fiuk született: Ödön (1919–1993) és István (1924–1978).
Búcsúszertartása a Kerepesi temető ravatalozójában zajlott, majd újabb beszentelés után a család sírboltjába, a kalocsai városi temetőben helyezték végső nyugalomra.

## Művei
- A makrancos herceg (vígopera, bemutató: 1917)
- Argyrus királyfi (táncjáték, bemutató: 1924)